# Kill the Noise
Kill the Noise, pseudonimo di Jacob Stanczak (Rochester, 28 gennaio 1981), è un disc jockey e produttore discografico statunitense.

## Carriera

### 2011-2013:Kill Kill KilleBLVCK MVGIC
Buckshot Roulette Nel 2011, Stanczak produce Fuels the Comedy e Narcissistic Cannibal (quest'ultimo assieme a Skrillex) per il decimo album in studio dei Korn The Path of Totality. Nello stesso anno pubblica il suo EP Kill Kill Kill sotto OWSLA (etichetta di Skrillex), grazie al quale è stato scelto nel 2012 come "Video Pick of the Year" di MTV Clubland per il videoclip della sua canzone Kill the Noise (Part I). Nello stesso anno pubblica il suo secondo EP Blvck Mvgic sempre sotto OWSLA. Nel 2013 viene scelto una seconda volta come "Pick of the Year" di MTV Clubland per il videoclip della sua canzone Blvck Mvgic (Kill the Noise Pt II).

### 2014-2016:Shell Shocked,OCCULT CLASSICeALT CLASSIC
Stanczak inizia a lavorare su più colonne sonore di film importanti, tra cui Tartarughe Ninja con il brano certificato platino Shell Shocked con Juicy J, Wiz Khalifa, Ty Dolla $ign e il produttore Madsonik. Nell'ottobre 2014 pubblica assieme a Feed Me il singolo Far Away che è stato accompagnato da un videoclip animato da Augenblick Studios, nota per il lavoro nello show di Adult Swim Superjail!. Nello stesso anno, Stanczak fonda il gruppo Kill the Zo con il produttore Mat Zo. Nel 2015 Stanczak pubblica il suo album in studio di debutto Occult Classic sotto OWSLA, inserito da iTunes nella lista dei migliori album del 2015. L'album contiene collaborazioni con produttori del calibro di Awolnation, Dillon Francis, Tommy Trash e Madsonik. L'album è stato successivamente seguito nel 2016 da un album di remix di 17 tracce intitolato Alt Classic, con produttori come Rezz, Nghtmre, Snails, Gammer e Slander. Nello stesso anno produce un remake del classico Relax dei Frankie Goes to Hollywood con A$AP Rocky, Nitty Scott e Sam Sparro per Zoolander 2.

### 2017-presente: Collaborazioni e produzioni varie
Nel 2017, Stanczak produce Divebomb con Madsonik e Tom Morello per il successo al botteghino xXx: Il Ritorno di Xander Cage. Nello stesso anno collabora con vari produttori nel produrre tracce prevalentemente Dubstep, come Horizon con Seven Lions e Tritonal, che è stato accompagnato da un tour omonimo; e Cold Hearted sotto Monstercat sempre con Seven Lions. Nel 2019 Stanczak produce la canzone Redemption con Al Jourgensen per il film Netflix Shadow of the Moon. Nello stesso anno collabora con Mija e Rob Simonsen nella produzione di Home, la colonna sonora ufficiale del film Captive State. Il brano è stato successivamente pubblicato come singolo attraverso Sony con il titolo Salvation.

## Discografia

### Album in studio
- 2015 – Occult Classic
- 2022 – Embrace
- 2023 – Hollow World

### Album di remix
- 2016 – Alt Classic
- 2022 - Embrace Reanimated
- 2024 - Hollow World Reanimated

### EPs
- 2010 – Roots
- 2011 – Kill Kill Kill
- 2012 – Blvck Mvgic

### Singoli
- 2008 – Kill Kill Kill
- 2012 – Lightspeed (con Datsik)
- 2014 – Far Away (con Feed Me)
- 2014 – Recess (con Skrillex, Fatman Scoop, Michael Angelakos)
- 2015 – Louder (con Tommy Trash, Rock City)
- 2015 – Kill It 4 the Kids (feat. Awolnation, Rock City)
- 2015 – Dolphin on Wheels (con Dillon Francis)
- 2015 – Spitfire Riddim (con Madsonik, twoton)
- 2015 – Fuk Ur Mgmt
- 2017 – Divebomb (con Madsonik, Tom Morello)
- 2017 – Cold Hearted (con Seven Lions)
- 2018 – Don't Give Up on Me (con Illenium, Mako)
- 2018 – Horizon (con Seven Lions, Tritonal, Haliene)
- 2018 – Shake the Ground (con Snails, Sullivan King, Jonah Kay)
- 2019 – The Blood (con Seven Lions)
- 2019 – Salvation (con Mija)
- 2019 – Front 2 Back (con Snails, Sullivan King)
- 2020 – Battlestations (con Wolfgang Gartner)
- 2021 - Pantheon (con Blastoyz, Dimibo, Jason Ross, Seven Lions, Trivecta, Wooli)
- 2021 - Don't Look Back (con Moelle)
- 2022 - As Above So Below (con Tasha Baxter, Bro Safari, Macky)
- 2022 - How Ya Like Me Now (con Wolfgang Gartner, Ericka Guitron)
- 2022 - Without You (con Seven Lions, Julia Ross)
- 2023 - Song of the Year (con Wooli)
- 2023 - Ultraviolent (con Shadow Cliq)
- 2023 - Mirage (con Feed Me, Tasha Baxter)
- 2023 - Drive (con Joywave)
- 2023 - Afraid of the Dark (con Karra)
- 2023 - Broken Panes (con Vulgatron, Pav4n)
- 2023 - Give Out (con Haliene)

### Remix
- 2008 – Britney Spears - Circus (Kill the Noise Remix)
- 2008 – Ocelot - Lo Sforzo (Kill the Noise Remix)
- 2008 – Cryptonites - Can't Give You Up (Kill the Noise Remix)
- 2008 – Chromeo - Call Me Up (Kill the Noise Remix)
- 2008 – Estelle - American Boy (feat. Kanye West) (Kill the Noise Remix)
- 2008 – Le Le - Breakfast (Kill the Noise Remix)
- 2008 – VEGA - All Too Vivid (Kill the Noise Remix)
- 2009 – Retro Kidz - New Era (Kill the Noise Remix)
- 2009 – Lady Sovereign - Pennies (Kill the Noise Remix)
- 2009 – Tears for Fears - Mothers Talk (Kill the Noise Remix)
- 2010 – Kid Sister - Right Hand Hi (Kill the Noise Remix)
- 2011 – Rye Rye - Never Will Be Mine (feat. Robyn) (Kill the Noise Remix)
- 2011 – KOAN Sound - Talk Box (Kill the Noise Remix)
- 2011 – Sway - Still Speedin' (Kill the Noise Remix)
- 2011 – Yelawolf - Growin' Up in the Gutter (Kill the Noise Remix)
- 2011 – Five Finger Death Punch - Under and Over It (Kill the Noise Remix)
- 2011 – Porter Robinson - Spitfire (Kill the Noise Remix)
- 2012 – Noisia - Diplodocus (Kill the Noise Remix)
- 2012 – Nero - Must Be the Feeling (Kill the Noise Remix)
- 2012 – Kill the Noise - Jokes on You (Kill the Noise Remix)
- 2012 – Tiësto, Steve Aoki - Tornado (feat. Polina) (Kill the Noise Remix)
- 2013 – The M Machine - Ghosts in the Machine (Kill the Noise Remix)
- 2013 – Kill the Noise, Feed Me - Thumbs Up (For Rock 'n' Roll) (Kill the Noise Remix)
- 2014 – Duck Sauce - NRG (Skrillex, Kill the Noise, Milo & Otis Remix)
- 2014 – Gent and Jawns - Turn Up (Kill the Noise Remix)
- 2014 – Flux Pavilion - Freeway (Flux Pavilion, Kill the Noise Remix)
- 2014 – Flux Pavilion - Mountains and Molehills (feat. Turin Brakes) (Bro Safari, Kill the Noise Remix)
- 2015 – GTA - Parental Advisory (Kill the Noise Remix)
- 2016 – DJ Snake - Propaganda (Kill the Noise Remix)
- 2016 – Madsonik - Drift and Fall Again (feat. Lola Marsh) (Kill the Noise Remix)
- 2016 – Kill the Noise - Without a Trace (feat. Stalking Gia) (Kill the Noise, Virtual Riot Remix)
- 2016 – Kill the Noise, Feed Me - I Do Coke [Snort & Leisure (Kill the Noise, Feed Me) Remix]
- 2016 – Getter - Rip n Dip (Kill the Noise Remix)
- 2017 – Zomboy - Like a Bitch (Kill the Noise Remix)
- 2018 – Snails, NGHTMRE - Only Want U (feat. Akylla) (Kill the Noise Remix)
- 2019 – Madsonik, John Carey - Escape Room (Madsonik, Kill the Noise Remix)
- 2019 – Slipknot - Duality (Kill the Noise Remix)
- 2020 – Moody Good - Sixtysixty (Kill the Noise Remix)
- 2021 - Seven Lions, Andrew Bayer, Alison May - Returning to You (Kill the Noise Remix)

## Videografia

### Videoclip
- 2011 – Kill the Noise (Part I)
- 2012 – BLVCK MVGIC (Kill the Noise Part II)
- 2014 – Far Away
- 2015 – Kill It 4 the Kids
- 2015 – I Do Coke